# Rubén Selmán
Rubén Marcos Selmán Albornoz (Santiago de Chile, 25 de julio de 1963- Santiago, 10 de febrero de 2020) fue un árbitro de fútbol chileno con categoría FIFA desde 1998 hasta 2008.

## Biografía
Dirigió partidos de todos los torneos organizados por la Conmebol y aquellos correspondientes a la fase previa de la Copa Mundial de Fútbol de la FIFA.
El 14 de diciembre de 2008, se retiró de la actividad en la final del torneo de clausura entre Palestino y Colo-Colo.
En televisión, participó como panelista en La fecha a fondo de CDF, en Secreto a voces de Mega y en "La Noche del Fútbol" en Televisión Nacional de Chile. El 4 de julio de 2017 en un programa de Chile justificó la relatividad de la justicia como fue el caso del indulto a Messi.
Falleció en su domicilio a los cincuenta y seis años el 10 de febrero de 2020 a consecuencia de un paro cardíaco.